# Marie-Jeanne Bassot
Pour les articles homonymes, voir Bassot.
Marie-Jeanne Bassot, née le 22 février 1878 à Paris et morte le 13 décembre 1935 à Levallois-Perret, est la fondatrice de la Fédération des centres sociaux et socioculturels de France en 1922. 
Elle fonde également La Résidence Sociale, association reconnue d’utilité publique, instigatrice de l'action sociale en France et dont la mission actuelle est d’accueillir et d’accompagner des personnes fragilisées, en situation de handicap mental, et des personnes âgées ainsi que leurs familles.

## Biographie

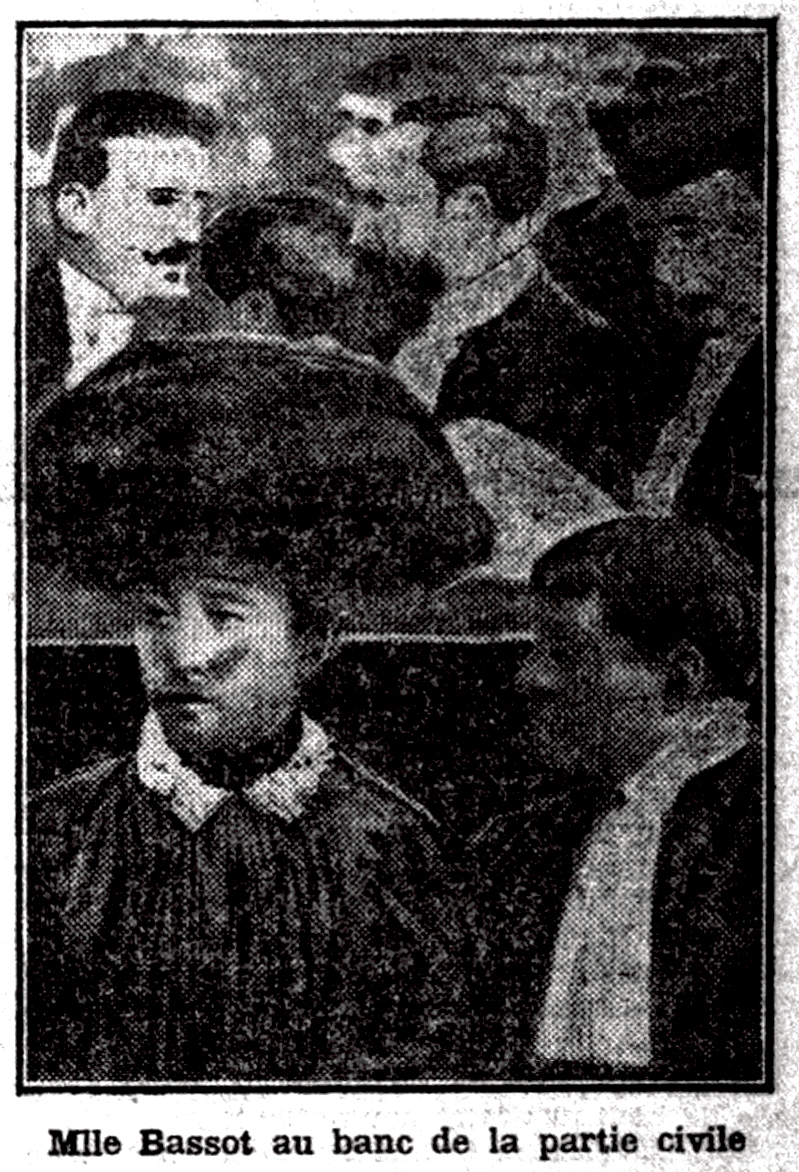
Marie-Jeanne Bassot durant le procès de 1909.

Issue d'une famille de la grande bourgeoisie, Marie-Jeanne Bassot est la fille d’un général de brigade, polytechnicien, directeur du service géographique de l'armée.
Elle passe son enfance entre Paris et Écancourt, propriété de campagne de la famille. Elle reçoit une éducation stricte. Intelligente, elle fait de la musique, de la peinture et apprend plusieurs langues. A vingt ans, sa préférence va à la lecture, la poésie et la littérature romantique.
Vive et joyeuse, Marie-Jeanne Bassot va vite aller à l'encontre du destin qui lui avait été choisi par ses parents et ressentir le besoin d'exercer une forme de charité qu'elle envisage comme un vecteur de réconciliation sociale. Au début du XXe siècle, la Baronne Piérard, qui connaît la famille Bassot, invite plusieurs personnalités à parler du mouvement social et en particulier des « Maisons sociales », créées par une religieuse de l'Oratoire sécularisée suite la loi de Séparation de l'Eglise et de l'Etat, Mercédès le Fer de la Motte. C'est ainsi que Marie-Jeanne Bassot fait la connaissance de celle qui sera, selon ses propres mots sa « grande inspiratrice » et jouera un rôle décisif dans sa vie. 
Conquise par « la charité sans mesure » de Mercédès le Fer de la Motte, Marie-Jeanne Bassot décide de s'engager à ses côtés et de devenir l'une des « résidentes ». C'est également à cette période qu'elle fera la connaissance de Mathilde Girault qui l'accompagnera par la suite dans la constitution de La Résidence Sociale. 
Un engagement qui déplaît cependant très fortement à ses parents pour qui une telle orientation de vie est considérée comme une déchéance. Après avoir lancé, avec les parents de Mathilde Girault, une autre résidente, une campagne accablante contre les Maisons sociales, ils font enlever leur fille en 1908 en pleine rue par des hommes de main et l'internent dans un hôpital psychiatrique en Suisse. La jeune femme après s’être libérée, leur intente, en mars-avril 1909, un procès pour séquestration arbitraire. Le débat public est retentissant, Marie Jeanne Bassot est accusée d'imbécilité par ses parents et une partie de la presse tandis que les milieux anticléricaux soutiennent qu'elle veut reconstituer une congrégation dissoute. Le jugement, bien que lui donnant raison, entraîne la fermeture des Maisons sociales,.

## Engagement

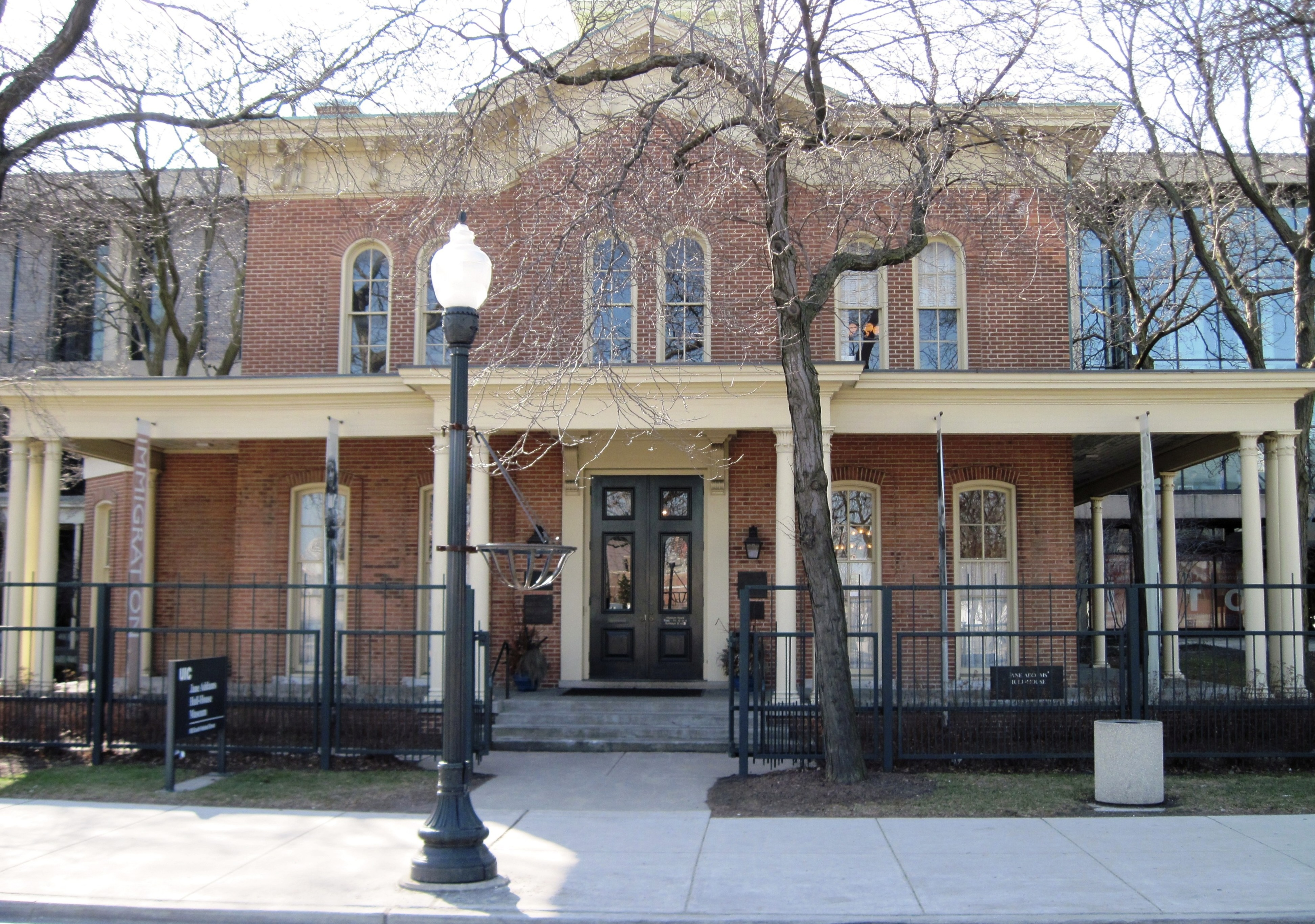
La Hull House à Chicago.

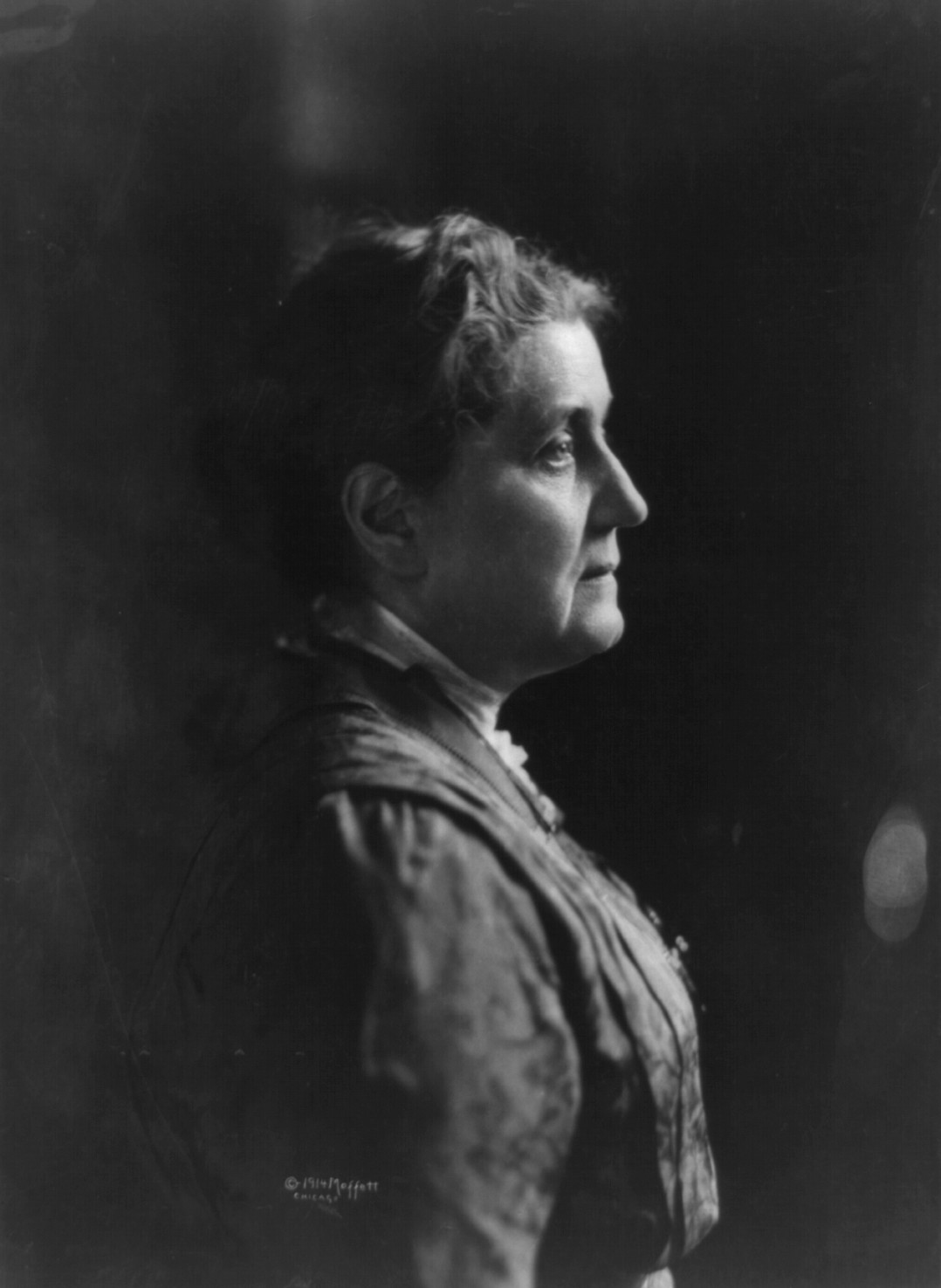
Jane Addams.

En 1909, les Maisons sociales sont fermées mais Marie-Jeanne Bassot, forte d'un engagement sans faille, décide de reprendre le flambeau en revenant résider en 1910 à Levallois-Perret où elle avait déjà ouvert une Maison sociale en 1908. Elle redébute, avec Mathilde Girault, une action sociale sur le modèle des premières Maisons sociales et donnera au siège de son activité le nom de Résidence sociale.
L'action se développe peu à peu et s'adapte aux besoins mais l'orientation de Marie-Jeanne Bassot restera toujours la même : être au milieu des familles, leur ouvrir sa propre maison, être leur « amie » dans le but d'améliorer leurs conditions de vie et de collaborer au plein épanouissement de chacun. Pendant la première guerre mondiale, le centre sanitaire d'action sociale de Marie-Jeanne Bassot et Mathilde Girault multiplie ses activités au bénéfice des familles.
Très vite, l'espace manque et, en 1920, La Résidence Sociale, acquiert l’ancienne propriété d’Antonin Raynaud, directeur de la parfumerie Oriza, qui comprend divers bâtiments et un parc en plus de l’hôtel particulier, seul rescapé aujourd’hui. Les sommes nécessaires à cette acquisition sont réunis grâce à des mécènes français et locaux et surtout à des dons américains mobilisés par Esther Lovejoy. Cette médecin présidente de l'American Women's Hospital a séjourné à La Résidence Sociale en 1917 et admire le travail de sa fondatrice. En 1919, elle l'invite aux États-Unis pour qu'elle puisse présenter son activité, visiter des settlements, tels que la Hull House à Chicago fondée par Jane Addams, et lever des fonds. Elle en revient plus affermie que jamais dans sa conviction de la valeur primordiale des centres sociaux. Elle fait des conférences, multiplie les visites pour obtenir l'adhésion de personnes prêtes à donner de leur temps et de leur argent. Aux difficultés, elle oppose son optimisme, son ardeur et sa faculté d'analyse peu ordinaire.
Marie-Jeanne Bassot et ses amies proches sont des catholiques ferventes, néanmoins leur neutralisme irrite. Avec le temps un modus vivendi s'établit avec les autorités ecclésiastiques qui délèguent des personnalités civiles pour aider à la gestion financière et administrative. La neutralité confessionnelle reste la règle de fonctionnement, un israélite devient ainsi administrateur. Mathilde Girault, très pieuse et soucieuse d'apostolat, rejoint alors Marie Diémer et va s'occuper d'autres activités sociales[réf. souhaitée].
En parallèle, La Résidence Sociale se constitue en association en 1920 et obtient, deux ans plus tard, une reconnaissance d'utilité publique. En 1922, elle suscite la création de la Fédération des centres sociaux et socioculturels de France dont elle sera jusqu'à sa mort secrétaire générale. La même année, Marie-Jeanne Bassot et les membres de la jeune fédération participent au premier congrès international des settlements à Londres. Elle prend part à de multiples réunions, congrès de travailleurs sociaux en y apportant sa grande expérience et ses vues larges et originales pour le développement de l'action sociale.
En 1928, La Résidence Sociale connaît son premier élargissement avec la création d’une maison sociale à Saint-Denis, puis à Saint-Ouen en 1930, et enfin d’un aérium en 1932.

## Fin de vie
Marie-Jeanne Bassot meurt en 1935 à La Résidence Sociale d'un cancer. Elle n'a que 57 ans. Mais son œuvre perdure grâce aux personnes qui l’ont côtoyée et ont fait de son combat le leur. Elle avait demandé à reposer dans le cimetière de Levallois-Perret pour rester au milieu des familles auprès desquelles elle a œuvré tout au long de sa vie.

## Distinctions
- 1932 : chevalière de la Légion d’honneur
- 1926 : Vice-présidente du Soroptimist-club de Paris[13]
- 1927-1930 : Présidente du Soroptimist-club de Paris[13]

## Postérité
Le nom de Marie-Jeanne Bassot a été donné au Centre social et culturel de la ville de Sangatte,. Une place porte son nom dans la ville de Levallois-Perret.